# «Серія 100 років» Американського інституту кіномистецтва
«Серія 100 років» Американського інституту кіномистецтва (англ. AFI's 100 Years… series) — серія рейтингових списків, які Американський інститут кіномистецтва підготував з нагоди сторіччя кінематографу і публікував щороку, у період з 1998 по 2008.

## ТОП-100 американських фільмів (1998, 2007)
Список було укладено у 1998 році і потім поновлено у 2007. Відбір проводився з 400 кандидатів, обидва рази рейтинг очолив «Громадянин Кейн» Орсона Уеллса.
Перша десятка
| №  | Список 1998 року    | Режисер                   | Рік  | Зміна позиції в порівнянні до 2007 року |  | Зміна позиції в порівнянні до 1998 року | Список 2007 року    | Режисер                   | Рік  |
| -- | ------------------- | ------------------------- | ---- | --------------------------------------- |  | --------------------------------------- | ------------------- | ------------------------- | ---- |
| 1  | Громадянин Кейн     | Орсон Уеллс               | 1941 | ▬                                       |  | ▬                                       | Громадянин Кейн     | Орсон Уеллс               | 1941 |
| 2  | Касабланка          | Майкл Кертіс              | 1942 | ▼ 1                                     |  | ▲ 1                                     | Хрещений батько     | Френсіс Форд Коппола      | 1972 |
| 3  | Хрещений батько     | Френсіс Форд Коппола      | 1972 | ▲ 1                                     |  | ▼ 1                                     | Касабланка          | Майкл Кертіс              | 1942 |
| 4  | Звіяні вітром       | Віктор Флемінг            | 1939 | ▼ 2                                     |  | ▲ 20                                    | Скажений бик        | Мартін Скорсезе           | 1980 |
| 5  | Лоуренс Аравійський | Девід Лін                 | 1962 | ▼ 2                                     |  | ▲ 5                                     | Співаючи під дощем  | Стенлі Донен і Джин Келлі | 1952 |
| 6  | Чарівник країни Оз  | Віктор Флемінг            | 1939 | ▼ 4                                     |  | ▼ 2                                     | Звіяні вітром       | Віктор Флемінг            | 1939 |
| 7  | Випускник           | Майк Ніколс               | 1967 | ▼ 10                                    |  | ▼ 2                                     | Лоуренс Аравійський | Девід Лін                 | 1962 |
| 8  | У порту             | Еліа Казан                | 1954 | ▼ 11                                    |  | ▲ 1                                     | Список Шиндлера     | Стівен Спілберг           | 1993 |
| 9  | Список Шиндлера     | Стівен Спілберг           | 1993 | ▲ 1                                     |  | ▲ 52                                    | Запаморочення       | Альфред Хічкок            | 1958 |
| 10 | Співаючи під дощем  | Стенлі Донен і Джин Келлі | 1952 | ▲ 5                                     |  | ▼ 4                                     | Чарівник країни Оз  | Віктор Флемінг            | 1939 |

## ТОП-100 зірок американського кіно (1999)
За умовами відбиралися кінозірки, які розпочали кар'єру до 1950 року, або померли на момент опитування. Тому в списку переважають актори золотої ери Голлівуду — 50-х і 60-х років.
Перша десятка
|     |                | Чоловіки |                 | Жінки |
| 1.  | Гамфрі Богарт  |          | Кетрин Гепберн  |       |
| 2.  | Кері Грант     |          | Бетт Дейвіс     |       |
| 3.  | Джеймс Стюарт  |          | Одрі Гепберн    |       |
| 4.  | Марлон Брандо  |          | Інгрид Бергман  |       |
| 5.  | Фред Астер     |          | Грета Гарбо     |       |
| 6.  | Генрі Фонда    |          | Мерилін Монро   |       |
| 7.  | Кларк Гейбл    |          | Елізабет Тейлор |       |
| 8.  | Джеймс Кегні   |          | Джуді Гарленд   |       |
| 9.  | Спенсер Трейсі |          | Марлен Дітріх   |       |
| 10. | Чарлі Чаплін   |          | Джоан Кроуфорд  |       |

## ТОП-100 найсмішніших американських фільмів (2000)
Перша десятка
| Місце | Назва фільму                   | Рік  |
| ----- | ------------------------------ | ---- |
| 1     | «У джазі тільки дівчата»       | 1959 |
| 2     | «Тутсі»                        | 1982 |
| 3     | «Доктор Стренджлав»            | 1964 |
| 4     | «Енні Голл»                    | 1977 |
| 5     | «Качиний суп»                  | 1933 |
| 6     | «Осяйні сідла»                 | 1974 |
| 7     | «Військово-польовий госпіталь» | 1970 |
| 8     | «Це сталося якось вночі»       | 1934 |
| 9     | «Випускник»                    | 1967 |
| 10    | «Аероплан!»                    | 1980 |

## ТОП-100 найгостросюжетніших американських фільмів (2001)
Перша десятка
| Місце | Назва фільму                                  | Рік  |
| ----- | --------------------------------------------- | ---- |
| 1     | «Психо»                                       | 1960 |
| 2     | «Щелепи»                                      | 1975 |
| 3     | «Той, що виганяє диявола»                     | 1973 |
| 4     | «На північ через північний захід»             | 1959 |
| 5     | «Мовчання ягнят»                              | 1991 |
| 6     | «Чужий»                                       | 1979 |
| 7     | «Птахи»                                       | 1963 |
| 8     | «Французький зв'язковий»                      | 1971 |
| 9     | «Дитина Розмарі»                              | 1968 |
| 10    | «Індіана Джонс: У пошуках втраченого ковчега» | 1981 |

## ТОП-100 американських фільмів про кохання (2002)
Перша десятка
| Місце | Назва фільму           | Рік  |
| ----- | ---------------------- | ---- |
| 1     | «Касабланка»           | 1942 |
| 2     | «Звіяні вітром»        | 1939 |
| 3     | «Вестсайдська історія» | 1961 |
| 4     | «Римські канікули»     | 1953 |
| 5     | «Незабутній роман»     | 1957 |
| 6     | «Зустріч двох сердець» | 1973 |
| 7     | «Доктор Живаго»        | 1965 |
| 8     | «Це дивовижне життя»   | 1946 |
| 9     | «Історія кохання»      | 1970 |
| 10    | «Вогні великого міста» | 1931 |

## ТОП-100 найкращих героїв і лиходіїв (2003)
Перша десятка
| №  | Герой             | Актор               | Фільм                                         | Лиходій           | Актор                                           | Фільм                                                      |
| -- | ----------------- | ------------------- | --------------------------------------------- | ----------------- | ----------------------------------------------- | ---------------------------------------------------------- |
| 1  | Аттікус Фінч      | Грегорі Пек         | «Вбити пересмішника»                          | Ганнібал Лектер   | Ентоні Гопкінс                                  | «Мовчання ягнят»                                           |
| 2  | Індіана Джонс     | Гаррісон Форд       | «Індіана Джонс: У пошуках втраченого ковчега» | Норман Бейтс      | Ентоні Перкінс                                  | «Психо»                                                    |
| 3  | Джеймс Бонд       | Шон Коннері         | «Доктор Но»                                   | Дарт Вейдер       | Девід Проус, Джеймс Ерл Джонс (голос)           | «Зоряні війни. Епізод V. Імперія завдає удару у відповідь» |
| 4  | Рік Блейн         | Гамфрі Богарт       | «Касабланка»                                  | Зла відьма Заходу | Маргарет Гамільтон                              | «Чарівник країни Оз»                                       |
| 5  | Вілл Кейн         | Гері Купер          | «Рівно опівдні»                               | Медсестра Ретчед  | Луїза Флетчер                                   | «Пролітаючи над гніздом зозулі»                            |
| 6  | Клариса Старлінґ  | Джоді Фостер        | «Мовчання ягнят»                              | Містер Поттер     | Лайонел Беррімор                                | «Це дивовижне життя»                                       |
| 7  | Роккі Бальбоа     | Сільвестер Сталлоне | «Роккі»                                       | Алекс Форрест     | Гленн Клоуз                                     | «Фатальний потяг»                                          |
| 8  | Еллен Ріплі       | Сігурні Вівер       | «Чужі»                                        | Філліс Дітріхсон  | Барбара Стенвік                                 | «Подвійна страховка»                                       |
| 9  | Джордж Бейлі      | Джеймс Стюарт       | «Це дивовижне життя»                          | Ріган МакНіл      | Лінда Блер, Мерседес МакКембрідж (голос демона) | «Той, що виганяє диявола»                                  |
| 10 | Полковник Лоуренс | Пітер О'Тул         | «Лоуренс Аравійський»                         | Мачуха-королева   | Люсіль Ла Верне (голос)                         | «Білосніжка і семеро гномів»                               |

## ТОП-100 пісень з американських фільмів (2004)
Перша десятка
| Місце | Назва пісні               | Назва фільму                  | Рік  |
| ----- | ------------------------- | ----------------------------- | ---- |
| 1     | Over the Rainbow          | «Чарівник країни Оз»          | 1939 |
| 2     | As Time Goes By           | «Касабланка»                  | 1942 |
| 3     | Singin' in the Rain       | «Співаючи під дощем»          | 1952 |
| 4     | Moon River                | «Сніданок у Тіффані»          | 1961 |
| 5     | White Christmas           | «Святковий готель»            | 1942 |
| 6     | Mrs. Robinson             | «Випускник»                   | 1967 |
| 7     | When You Wish upon a Star | «Піноккіо»                    | 1940 |
| 8     | The Way We Were           | «Зустріч двох сердець»        | 1973 |
| 9     | Stayin 'Alive             | «Лихоманка суботнього вечора» | 1977 |
| 10    | The Sound of Music        | «Звуки музики»                | 1965 |

## ТОП-100 цитат з американських фільмів (2005)
Перша десятка
| Місце | Цитата | Герой          | Назва фільму                          | Рік  |
| ----- | --- | -------------- | ------------------------------------- | ---- |
| 1     | Щиро, люба, мені це до чорта байдуже.                                                                           | Ретт Батлер    | «Звіяні вітром»                       | 1939 |
| 2     | Я зроблю йому пропозицію, від якої він не зможе відмовитися.                                                    | Віто Корлеоне  | «Хрещений батько»                     | 1972 |
| 3     | Ти не розумієш! Я міг би мати клас. Я міг би на щось претендувати. Я міг би бути чимось, а не цмоцем, яким я є. | Террі Малой    | «У порту»                             | 1954 |
| 4     | Тото, у мене таке враження, що ми вже не в Канзасі.                                                             | Дороті Ґейл    | Чарівник країни Оз                    | 1939 |
| 5     | Ось дивиться на тебе, маля.                                                                                     | Рік Блейн      | «Касабланка»                          | 1942 |
| 6     | Ну, давай, зроби мій день.                                                                                      | Гаррі Каллахан | «Раптовий удар»                       | 1983 |
| 7     | Гаразд, пане Деміль, я готова до крупного плану.                                                                | Норма Десмонд  | «Бульвар Сансет»                      | 1950 |
| 8     | Хай буде з тобою сила!                                                                                          | Обі-Ван Кенобі | «Зоряні війни. Епізод IV. Нова надія» | 1977 |
| 9     | Пристебніть ремені. Ніч буде така, що потрусить.                                                                | Марго Ченнінг  | «Все про Єву»                         | 1950 |
| 10    | Ти до мене звертаєшся?                                                                                          | Тревіс Бікл    | «Таксист»                             | 1976 |

## ТОП-25 саундтреків з американських фільмів (2005)
Перша десятка
| Місце | Назва фільму                          | Рік  | Композитор       |
| ----- | ------------------------------------- | ---- | ---------------- |
| 1     | «Зоряні війни. Епізод IV: Нова надія» | 1977 | Джон Вільямс     |
| 2     | «Звіяні вітром»                       | 1939 | Макс Стайнер     |
| 3     | «Лоуренс Аравійський»                 | 1962 | Моріс Жарр       |
| 4     | «Психо»                               | 1960 | Бернард Геррманн |
| 5     | «Хрещений батько»                     | 1972 | Ніно Рота        |
| 6     | «Щелепи»                              | 1975 | Джон Вільямс     |
| 7     | «Лора»                                | 1944 | Девід Раксін     |
| 8     | «Чудова сімка»                        | 1960 | Елмер Бернстайн  |
| 9     | «Китайський квартал»                  | 1974 | Джеррі Голдсміт  |
| 10    | «Рівно опівдні»                       | 1952 | Дмитро Тьомкін   |

## ТОП-100 американських фільмів, що надихають (2006)
Перша десятка
| Місце | Назва фільму                    | Рік  |
| ----- | ------------------------------- | ---- |
| 1     | «Це дивовижне життя»            | 1946 |
| 2     | «Вбити пересмішника»            | 1962 |
| 3     | «Список Шиндлера»               | 1993 |
| 4     | «Роккі»                         | 1976 |
| 5     | «Містер Сміт їде до Вашингтона» | 1939 |
| 6     | «Іншопланетянин»                | 1982 |
| 7     | «Грона гніву»                   | 1940 |
| 8     | «Йдучи у відрив»                | 1979 |
| 9     | «Диво на 34-й вулиці»           | 1947 |
| 10    | «Врятувати рядового Раяна»      | 1998 |

## ТОП-25 американських фільмів-мюзиклів (2006)
Перша десятка
| Місце | Назва фільму                 | Рік  |
| ----- | ---------------------------- | ---- |
| 1     | «Співаючи під дощем»         | 1952 |
| 2     | «Вестсайдська історія»       | 1961 |
| 3     | «Чарівник країни Оз»         | 1939 |
| 4     | «Звуки музики»               | 1965 |
| 5     | «Кабаре»                     | 1972 |
| 6     | «Мері Поппінс»               | 1964 |
| 7     | «Народження зірки»           | 1954 |
| 8     | «Моя чарівна леді»           | 1964 |
| 9     | «Американець у Парижі»       | 1951 |
| 10    | «Зустрінь мене в Сент-Луїсі» | 1944 |

## ТОП-100 американських фільмів у 10 жанрах (2008)
Список містить найкращі американські фільми за останні сто років у 10 класичних жанрах:
- 10 найкращих анімаційних фільмів
- 10 найкращих вестернів
- 10 найкращих гангстерських фільмів
- 10 найкращих судових драм
- 10 найкращих романтичних комедій
- 10 найкращих фільмів про спорт
- 10 найкращих науково-фантастичних фільмів
- 10 найкращих фільмів фентезі
- 10 найкращих детективних фільмів
- 10 найкращих епічних фільмів